# Charles Maclean, 9e baronnet de Morvern
Pour les articles homonymes, voir Maclean.
Charles Maclean, 9e baronnet de Morvern, né le 14 octobre 1798 et mort le 27 janvier 1883 à Folkestone, est le 25e chef du clan Maclean de 1847 à 1883. 
Colonel du 81e régiment de 1831 à 1839, il devient ensuite secrétaire militaire à Gibraltar.

## Biographie
Charles Maclean nait le 14 octobre 1798. Il est le fils de Fitzroy Jeffreys Grafton Maclean, 8e baronnet. Il fait ses études au Collège d'Eton et au Collège militaire royal de Sandhurst. En 1816, il entre dans les Scots Guards, puis commande le 81e régiment. Il est secrétaire militaire à Gibraltar. En 1846, il prend sa retraite de l'armée avec le grade de colonel du 13e régiment de dragons légers. Il s'oppose à la tentative d'abolition du kilt dans l'armée.
Le 10 mai 1831, il épouse Emily Eleanor Marsham, quatrième fille du révérend Jacob Marsham. Ils ont comme enfants, :  
- Fitzroy Donald Maclean, 10e baronnet, héritier et successeur
- Emily Frances Harriet Maclean
- Louisa Marianne Maclean qui s'est mariée le 12 juillet 1860, à Ralph Pelham Nevill, deuxième fils de William Nevill, 4e comte d'Abergavenny
- Fanny Henrietta Maclean, mariée le 2 octobre 1855, à l'amiral Arthur Hood, 1er baron Hood d'Avalon
- Georgiana Marcia Maclean, mariée le 20 octobre 1868, à John Rolls, 1er baron Llangattock

Charles Maclean est décédé le 27 janvier 1883 à West Cliffe House à Folkestone dans le Kent,. 